# Galații Bistriței, Bistrița-Năsăud
Galații Bistriței, mai demult Galați (în dialectul săsesc Heresdref, Hieresdref, în germană Heeresdorf, Heresdorf, Gallatz/Bistritz, în maghiară Galacfalva) este satul de reședință al comunei cu același nume din județul Bistrița-Năsăud, Transilvania, România.

## Așezare
Localitatea Galații Bistriței este situată pe drumul national DN15A (Reghin – Bistrița), la 20 km  sud de Bistrița, pe râul Dipșa, la poalele Dealului Pădurea Murii (Dealurile Șieului).

## Istoric
Satul este atestat documentar prima oară în anul 1345. 

## Obiectiv memorial
Monumentul Eroilor Români din Primul Război Mondial. Obeliscul memorial este amplasat în centrul localității, fiind dezvelit în anul 1935, pentru cinstirea memoriei eroilor români din Primul Război Mondial. Monumentul, cu o înălțime de 4,9 m, este realizat din piatră șlefuită și beton, fiind împrejmuit cu un gard din sârmă. Inscripțiile originale de pe monument au fost distruse în timpul ocupației hortiste, însă, din evidențele Bisericii Ortodoxe din comună, rezultă că în Primul Război Mondial au căzut la datorie un număr de 52 eroi.

## Personalități
- Lazăr Coman (1867 - 1946), deputat în Marea Adunare Națională de la Alba Iulia 1918, primar